# James Parsons (médecin)
James Parsons (mars 1705-4 avril 1770) est un médecin anglais, antiquaire et auteur.
Né à Barnstaple, il grandit en Irlande avant de se rendre à Paris pour étudier la médecine. Il obtient son diplôme de Reims et en 1736 s'installe à Londres pour étudier avec l'anatomiste James Douglas.
En 1741, il est élu membre de la Royal Society et est secrétaire correspondant adjoint à l'étranger de la Société à partir de 1750 environ.

## Biographie
Il est né en mars 1705 à Barnstaple, Devon. Il fait ses études à Dublin, son père ayant déménagé en Irlande après avoir été nommé maître de caserne à Bolton. Il est pendant un certain temps précepteur de Lord Kingston, mais part ensuite à Paris, où il étudie la médecine pendant plusieurs années. Il obtient le diplôme de docteur en médecine à Reims le 11 juin 1736. Un mois plus tard, il vient à Londres avec des lettres d'introduction de Paris à Hans Sloane, Richard Mead et le Dr James Douglas. Il assiste Douglas dans ses études anatomiques, est par intérêt nommé médecin à l'infirmerie publique de St. Giles en 1738 et commence une pratique obstétricale. Il est admis licencié du Collège royal des médecins le 1er avril 1751.
Pendant de nombreuses années, Parsons vit à Red Lion Square, à Londres, et fréquente Martin Folkes, Mead, William Stukeley et d'autres membres des sociétés royales et antiquaires. Il est également un ami de Matthew Maty, qui rédige un compte rendu de ses écrits sur la médecine et l'histoire naturelle . Il est élu membre de la Royal Society le 7 mai 1741 et est secrétaire adjoint aux affaires étrangères de la société vers 1750. Il est également membre de la Society of Antiquaries of London et membre de la Spalding Society et de la Society of Arts.
Dans son livre de 1767 Les restes de Japhet ; étant des enquêtes historiques sur l'affinité et l'origine des langues européennes, Parsons expose que de nombreuses langues d'Europe, d'Iran et d'Inde doivent avoir un ancêtre commun, une première version de la théorie indo-européenne ultérieure. Il se concentre sur les similitudes dans les chiffres de base et conclut que les langues descendent de la progéniture du Japhet biblique, qui a émigré d'Arménie. Son livre est largement négligé dans les études ultérieures, et la découverte de la famille des langues indo-européennes est traditionnellement plutôt attribuée à Sir William Jones .
En 1769, Parsons se prépare, pour des raisons de santé, à se retirer de sa profession et, en juin 1769, vend ses livres et ses fossiles. Il meurt dans sa maison de Red Lion Square le 4 avril 1770. Il est enterré dans son caveau familial à St Mary's Churchyard, Hendon, mais, conformément à ses souhaits, pas avant le 21 avril. L'inscription sur sa tombe le décrit comme un étudiant en anatomie, en antiquités, en langues et en beaux-arts  .

## Œuvres
En plus des contributions aux Philosophical Transactions, Parsons a publié : 
- Prælecturi JP . . . Elenchus Gynaicopathologicus et Obstetricarius , etc. (sur les maladies des femmes), Londres, 1741.
- A Mechanical and Critical Inquiry into the Nature of Hermaphrodites, Londres, 1741 (contre les erreurs populaires sur le sujet).
- Une description de la vessie urinaire humaine ... [avec] Animadversions sur les médicaments lithontriptiques, en particulier ceux de Mme. Stephens , Londres, 1742.
- The Croonian Lecture on Muscular Motion, Londres, 1745.
- Le Théâtre Microscopique des Graines ; étant une courte vue de la . . . Marques, caractères, contenu et . . . Dimensions de . . . Des graines , vol. je. (uniquement), Londres, 1745.
- La physionomie humaine expliquée dans les Croonian Lectures on Muscular Motion, Londres, 1747. Ce travail contient une critique de la théorie de Charles Le Brun sur le mouvement musculaire dans l'expression humaine, avec une théorie alternative influencée par William Hogarth [4]. Elle est ensuite reprise par Georges-Louis Leclerc, comte de Buffon dans sa description des mouvements du visage [5].
- Observations philosophiques sur l'analogie entre la propagation des animaux et celle des végétaux (avec remarques sur les polypes), Londres, 1752.
- Restes de Japhet ; étant des enquêtes historiques sur l'affinité et l'origine des langues européennes, Londres, 1767. (ISBN 978-0-85417-732-5)

## Famille
Parsons épouse en 1739 Elizabeth Reynolds et a d'elle deux fils et une fille, qui meurent jeune. Par son testament, daté d'octobre 1766, il lègue l'ensemble de ses biens à sa femme, décédée le 8 août 1786.
Parsons est commémoré sous le nom scientifique d'une espèce de caméléon géant, Calumma parsonii et d'un genre de plantes Parsonsia ,.